# Momoko Ishii
Momoko Ishii (石井 桃子, Ishii Momoko, 10 mars 1907 – 2 avril 2008) est une auteure et traductrice de livres pour enfants.

## Biographie
Née à Urawa, actuelle Saitama, Ishii est diplômée de littérature anglaise de l'université pour femmes du Japon. Tandis qu'elle travaille comme rédactrice aux éditions Iwanami Shoten, elle décide de devenir écrivain pour enfants après avoir lu Winnie l'ourson de l'écrivain anglais A. A. Milne, livre qu'elle traduit en 1940. Son premier ouvrage comme auteur, Non-chan kumo ni noru (« Non-chan sur un nuage ») est publié en 1947 ;  Succès d'édition, il est adapté au cinéma en 1955 par Fumindo Kurata (Nobuko dans les nuages). Elle publie en tout dix-neuf livres et 120 traductions pour enfants.
Ishii reçoit de nombreux honneurs, dont le prix du Ministère de l'éducation pour la promotion de l'art pour Non-chan kumo ni noru (1951), le prix Kan-Kikuchi pour l'ensemble de son œuvre et sa contribution à la littérature pour enfants de l'après-guerre (1953), le prix de la fondation Itochu pour services distingués au Children's Bunko (1984), le prix de l'Académie japonaise des arts pour son œuvre dans le monde des livres pour enfants (1993), et le prix Yomiuri en 1994 pour son roman autobiographique en deux volumes Maboroshi No Akai Mi (« Mémoires d'une enfance ») en 1995. En 1997, elle est élue membre de l'Académie japonaise des arts, premier membre du domaine de la littérature pour enfants.